# Praeconvoluta karinae
Praeconvoluta karinae är en plattmaskart som beskrevs av Jürgen Dörjes 1968. Praeconvoluta karinae ingår i släktet Praeconvoluta och familjen Isodiametridae. Inga underarter finns listade i Catalogue of Life.